# Rochejean
Rochejean település Franciaországban, Doubs megyében. Lakosainak száma 748 fő (2022. január 1.). Rochejean Labergement-Sainte-Marie, Brey-et-Maison-du-Bois, Fourcatier-et-Maison-Neuve, Longevilles-Mont-d’Or és Les Villedieu községekkel határos.

## Népesség
A település népessége az elmúlt években az alábbi módon változott:
| Lakosok száma | 261  | 286  | 389  | 511  | 656  | 680  | 672  | 711  | 729  | 748  |
|               | 1968 | 1982 | 1990 | 2006 | 2013 | 2015 | 2017 | 2019 | 2020 | 2022 |